# Parlamentsvalet i Katalonien 2017
| Parlamentsvalet i Katalonien 2017 | Parlamentsvalet i Katalonien 2017 | Parlamentsvalet i Katalonien 2017 | Parlamentsvalet i Katalonien 2017 | Parlamentsvalet i Katalonien 2017 | Parlamentsvalet i Katalonien 2017 | Parlamentsvalet i Katalonien 2017 |
| --------------------------------- | --------------------------------- | --------------------------------- | --------------------------------- | --------------------------------- | --------------------------------- | --------------------------------- |
|                                   |                                   |                                   |                                   |                                   |                                   |                                   |
| Partier och valkarteller          | Partier och valkarteller          | Valresultat                       | Valresultat                       | Valresultat                       | Mandat                            | Mandat                            |
| Partier och valkarteller          | Partier och valkarteller          | Röster                            | Procent                           | ± %                               | Antal                             | +/−                               |
|                                   | Cs                                | 1 107 837                         | 25,34                             | +7,44                             | 36                                | +11                               |
|                                   | JuntsxCat                         | 947 829                           | 21,68                             | +3,48                             | 34                                | +4                                |
|                                   | ERC–CatSí                         | 935 267                           | 21,39                             | +3,48                             | 32                                | +4                                |
|                                   | PSC-PSOE                          | 605 844                           | 13,86                             | +1,14                             | 17                                | +1                                |
|                                   | CatComú–Podem                     | 325 959                           | 7,46                              | -1,48                             | 8                                 | -3                                |
|                                   | CUP                               | 194 912                           | 4,46                              | -3,75                             | 4                                 | -6                                |
|                                   | PPC                               | 185 319                           | 4,24                              | -4,25                             | 4                                 | -7                                |
| Övriga partier                    | Övriga partier                    | 49 530                            | 1,13                              | —                                 | 0                                 | -5                                |
| Blanka valsedlar                  | Blanka valsedlar                  | 19 494                            | 0,45                              | -0,08                             |                                   |                                   |
| Giltiga röster                    | Giltiga röster                    | 4 371 991                         | 99,63                             |                                   |                                   |                                   |
| Ogiltiga röster                   | Ogiltiga röster                   | 16 083                            | 0,37                              | -0,02                             |                                   |                                   |
| Valdeltagande                     | Valdeltagande                     | 4 388 074                         | 79,03                             | +4,08                             |                                   |                                   |
| Soffliggare                       | Soffliggare                       | 1 164 010                         | 20,97                             | -4,08                             |                                   |                                   |
| Röstberättigade                   | Röstberättigade                   | 5 552 084                         |                                   |                                   |                                   |                                   |

Parlamentsvalet i Katalonien 2017 hölls den 21 december 2017. Det var ett nyval som utlystes av den spanska centralregeringen i Madrid, efter att man ogiltigförklarat folkomröstningen 2017 om Kataloniens självständighet och upplöst Kataloniens parlament.  
Styrkeförhållandena i det valda parlamentet förändrades inte på ett avgörande sätt, även om frågetecken ställts om alla valda parlamentariker kan ta sina platser i anspråk. Vid det påföljande valet av talman kunde åtta valda ledamöter inte delta i omröstningen. 

## Resultat
I valet blev Ciutadans största parti med 36 mandat, efter att ha vunnit 11 extra mandat sedan föregående parlamentsval (2017). Partiets framgång skedde dock delvis på bekostnad av den flitiga samarbetspartnern Partit Popular de Catalunya (PPC), som kopplats samman med moderpartiet i Spanien (PP) och den spanska regeringens maktövertagande av regionstyret under hösten. PPC förlorade 6 av sina 11 mandat och kan med endast 4 parlamentsplatser inte bilda en egen parlamentsgrupp.
| Vänster: Höstens politiska turbulens i Katalonien (med polisingripanden, republikutropanden, indragen regional autonomi och fängslanden av politiker) kom att påverka valkampanjen. På Barcelonas stadshus hängde protestplakat. Höger: Röstning i vallokal i Sabadell. |  | Vänster: Höstens politiska turbulens i Katalonien (med polisingripanden, republikutropanden, indragen regional autonomi och fängslanden av politiker) kom att påverka valkampanjen. På Barcelonas stadshus hängde protestplakat. Höger: Röstning i vallokal i Sabadell. |
| Vänster: Höstens politiska turbulens i Katalonien (med polisingripanden, republikutropanden, indragen regional autonomi och fängslanden av politiker) kom att påverka valkampanjen. På Barcelonas stadshus hängde protestplakat. Höger: Röstning i vallokal i Sabadell. |  | |

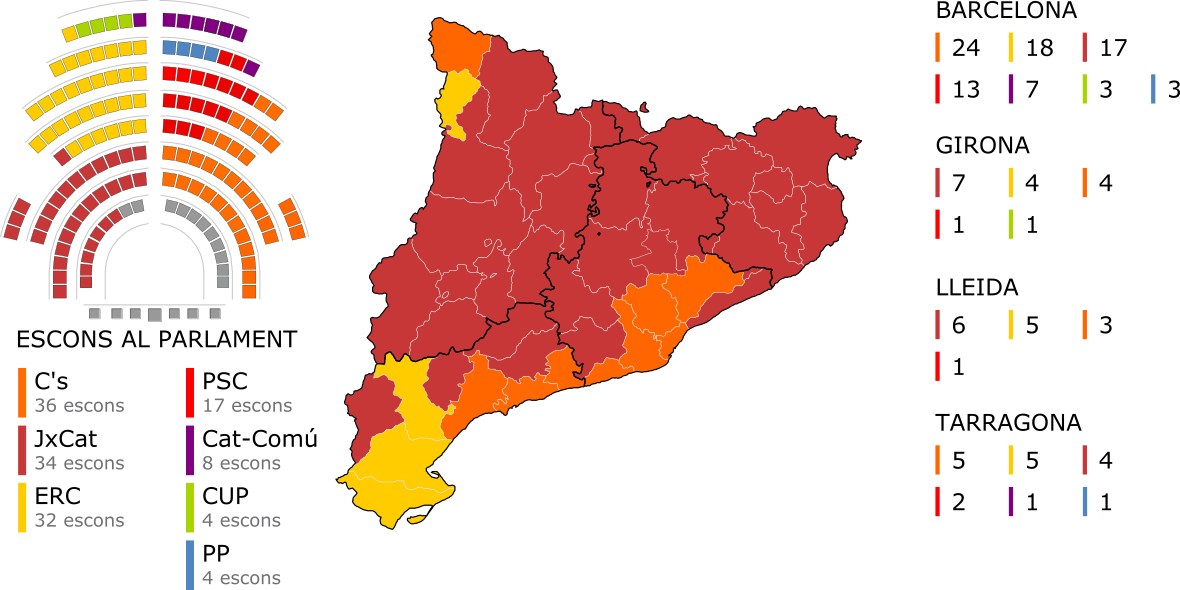
Karta och statistik över valet, parti för parti. Ciutadans (orange) blev största parti runt Barcelona och Tarragona, ERC längst i söder och Junts per Catalunya i resten av regionen.

Efter valet behöll de självständighetsivrande partierna majoritet i parlamentet. Valplattformen Junts per Catalunya (JxCat; främst baserad på PDeCAT) och ERC fick 34 respektive 32 mandat, medan det vänsterradikala stödpartiet CUP endast nådde 4 mandat. Trots CUP:s stora tillbakagång (från 10 mandat vid valet 2015) behåller man efter valet sin roll som vågmästare och med möjlighet att rösta ner viktiga beslut i det kommande parlamentet.
Nybildade Catalunya en Comú (efterföljare till 2015 års Sí Que És Pot) ställde upp i koalition tillsammans med Podemos, men trots detta nåddes endast 8 av de 11 mandat som SQÉP vann vid förra valet. Samarbetet med spanska rikspartiet blev lösare än som ursprungligen var tänkt, och Ada Colau fungerade inte som det "vallokomotiv" hon var 2015 när den relaterade valkoalitionen Barcelona en Comú blev största parti i kommunvalet i Barcelona. Vid det här valet ställde hon dock upp på sista valbar plats i partikoalitionens röstlista för Barcelonas valdistrikt.
Till det nya parlamentet valdes 59 kvinnor bland de 135 platserna. Detta var en jämnare könsfördelning än vid något tidigare val, även om det inte riktigt når upp till fördelningen i Corts Valencianes (parlamentet i Valenciaregionen) och Parlament de les Illes Balears (parlamentet i Balearerna). Bland de invalda kvinnorna finns Najat Driouech, den första ledamoten med muslimsk sjal (hijab).

## Efter valet
Under januari och februari 2018 pågår formerandet av Kataloniens parlament, baserat på valresultatet. De tre självständighetsivrande partierna JxCat, ERC och CUP väntas vilja rösta igenom Carles Puigdemont som ny regionpresident. Han kan dock ha svårt att i praktiken ta plats som regionpresident, eftersom spansk lag förutsätter att en spansk region styrs på plats och inte ifrån Bryssel (där Puigdemont är bosatt sedan slutet av oktober 2017). Puigdemont kan, om han återvänder till Katalonien, riskera att fängslas, något som redan skett med Oriol Junqueras (vicepresident i Puigdemonts regionregering 2016–17). Om inte för tillfället fängslade katalanska politiker eller politiker i belgisk exil kan ta sina valda parlamentsplatser i anspråk, förändras den faktiska majoriteten i parlamentet.
Ciutadans har, som största parti i valet, uttryckt önskan om att låta partledaren Inés Arrimadas få ta hand om rollen som talman. Målet med detta skulle vara att försöka påverka debatterna i kammaren i en mindre separatistisk riktning. Arrimadas och partiets önskan har dock mött starkt motstånd från både de tre separatistiska partierna och mitten-vänster-koalitionen CeC-Podem.

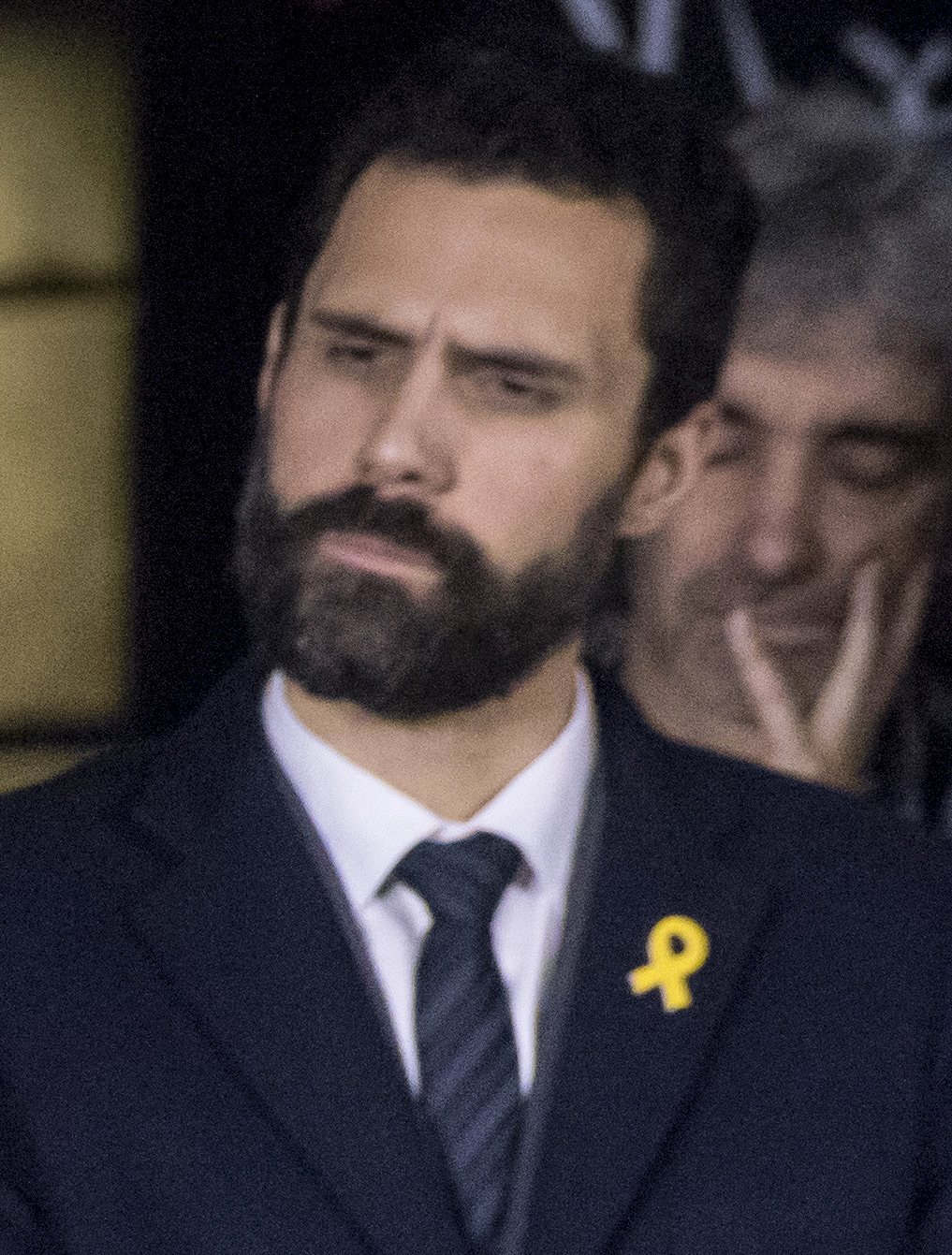
Roger Torrent, nyvald talman i Kataloniens parlament, den 16 februari 2018.

17 januari valdes till slut ERC:s Roger Torrent till ny talman, efter stöd från ERC, JxCat och CUP, samt nedlagda röster från CatComú-Podem. Till förste vice talman valdes Josep Costa (JxCat) och till andra vice talman José María Espejo-Saavedra (Cs). Till de fyra posterna som presidiesekreterare valdes Eusebi Campdepadrós (JxCat), David Pérez (PSC), Joan Garcia (Cs) och Alba Vergés (ERC), ungefärligt motsvarande mandatfördelningen i parlamentet. Däremot fanns endast en kvinna bland de sju i presidiet, något som påpekades efter voteringen av CatComú-Podem-ledamoten Elisenda Alamany.